# Gottlieb Schäffer

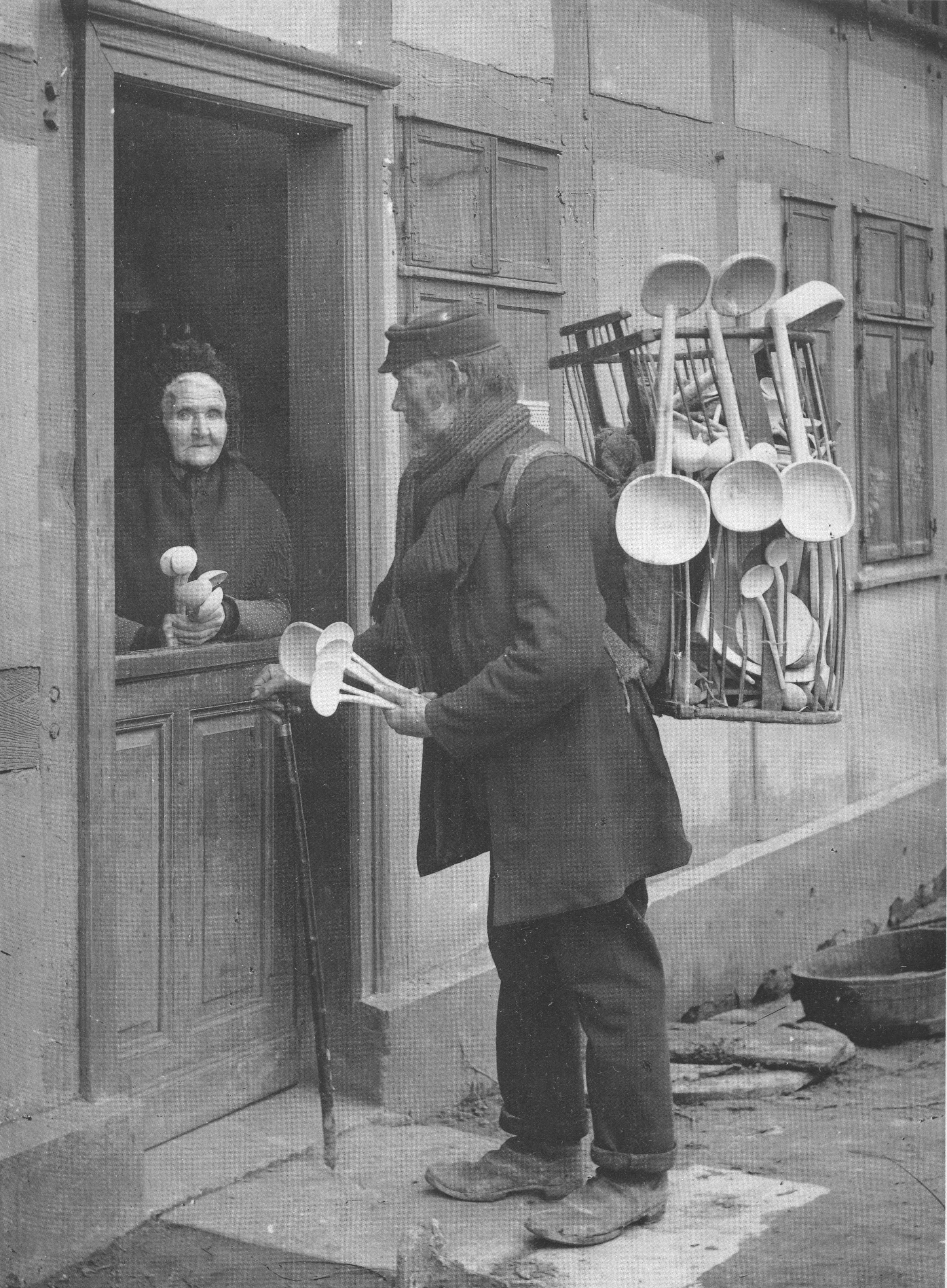
Gottlieb Schäffer: Obchodník s výrobky ze dřeva, 1905

Gottlieb Schäffer (1861–1934) byl německý fotograf působící v Mennighüffenu, okres Herford, Severní Porýní-Vestfálsko.

## Život a dílo
Ve městě provozoval vlastní fotografický ateliér a zaměřoval se na portrétní fotografie, dokumentaci života prostých lidí a zachycení folklóru a řemesel. Fotoateliér převzal jeho syn Friedrich Schäffer (1891-1976).

## Galerie

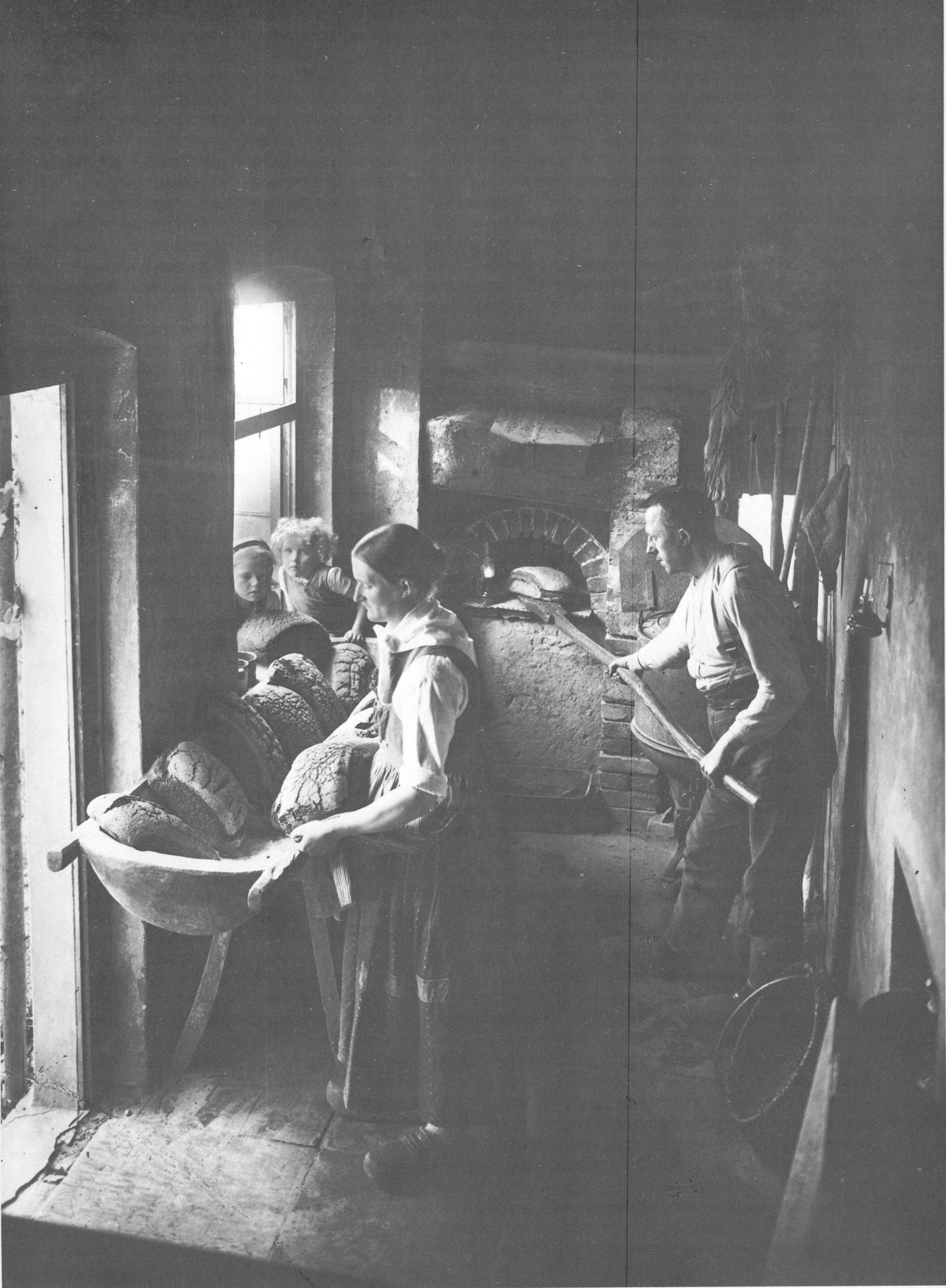
Pekárna, Mennighüffen, okres Herford, 1904
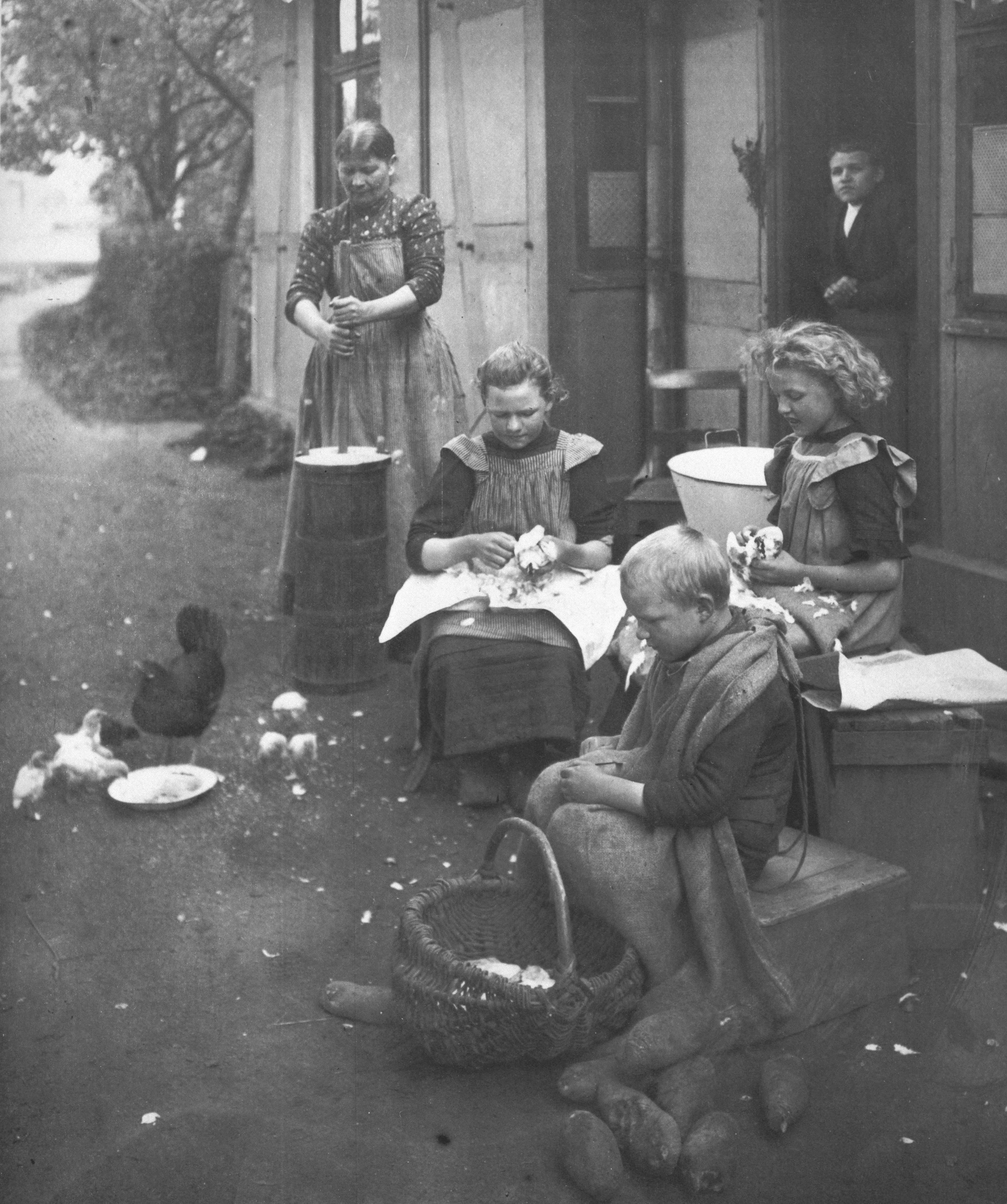
Domácí práce na vesnici, 1908
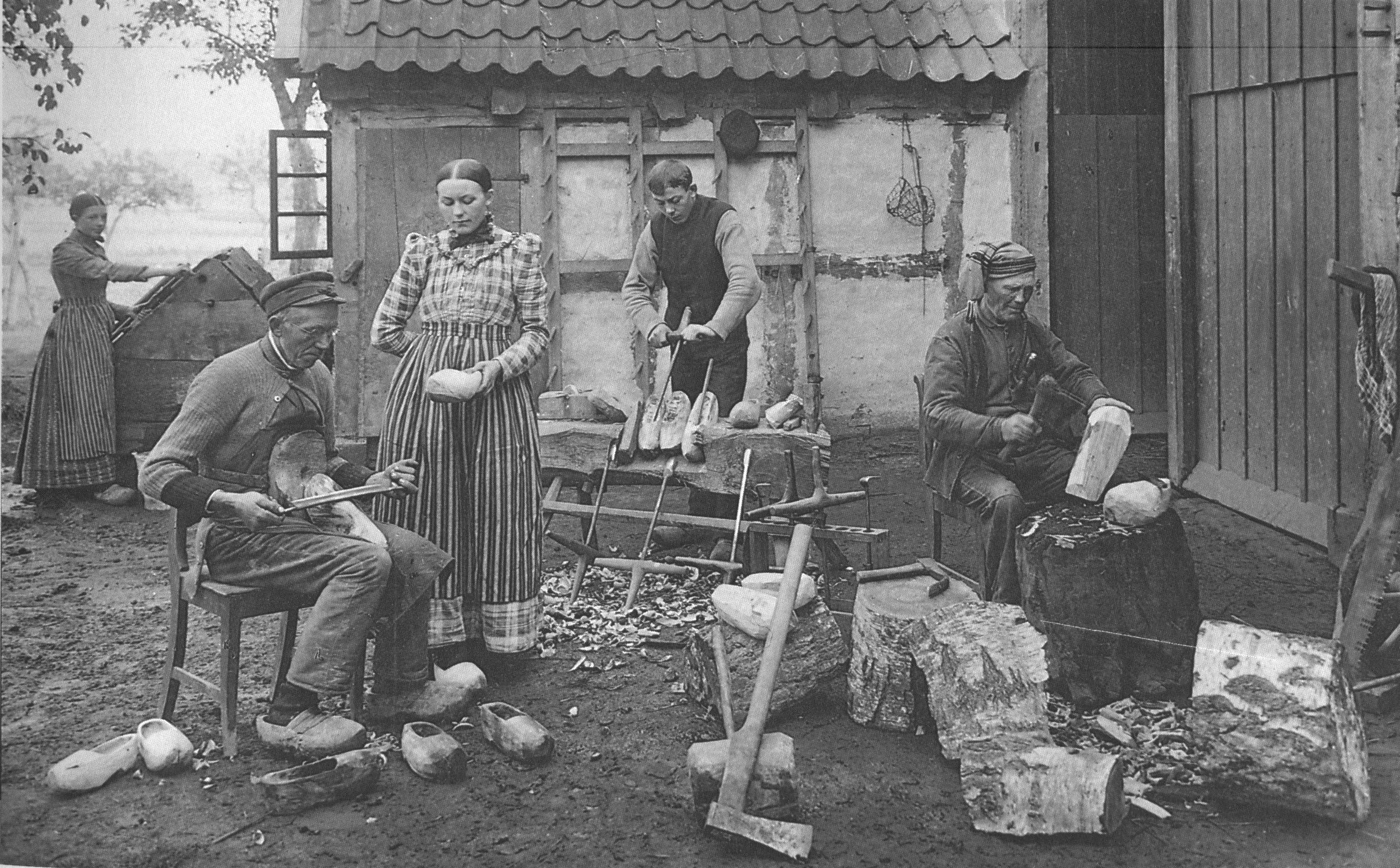
Řezbářská rodina při práci, 1905
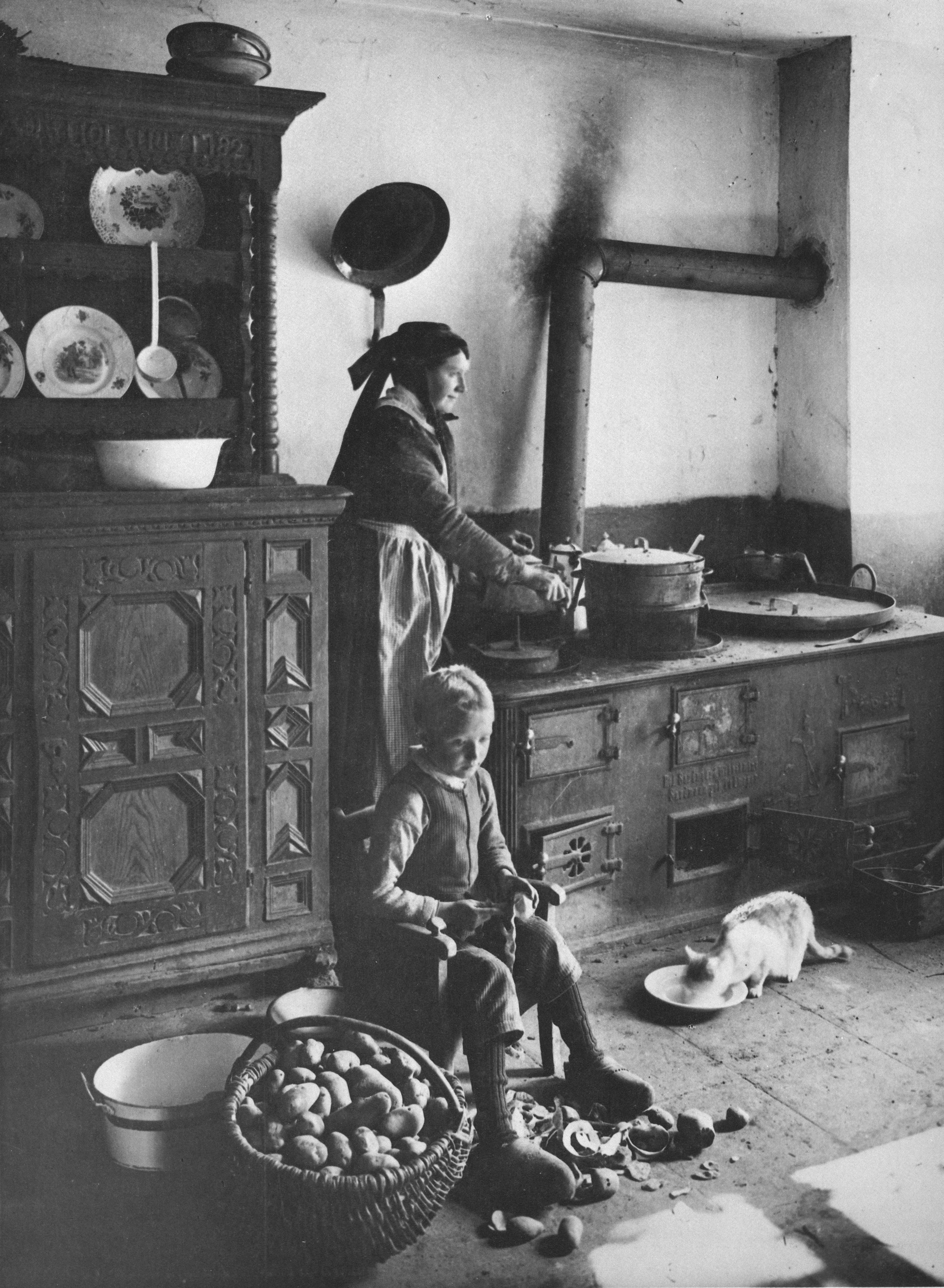
Kuchyně, Minden-Ravensberger, 1903
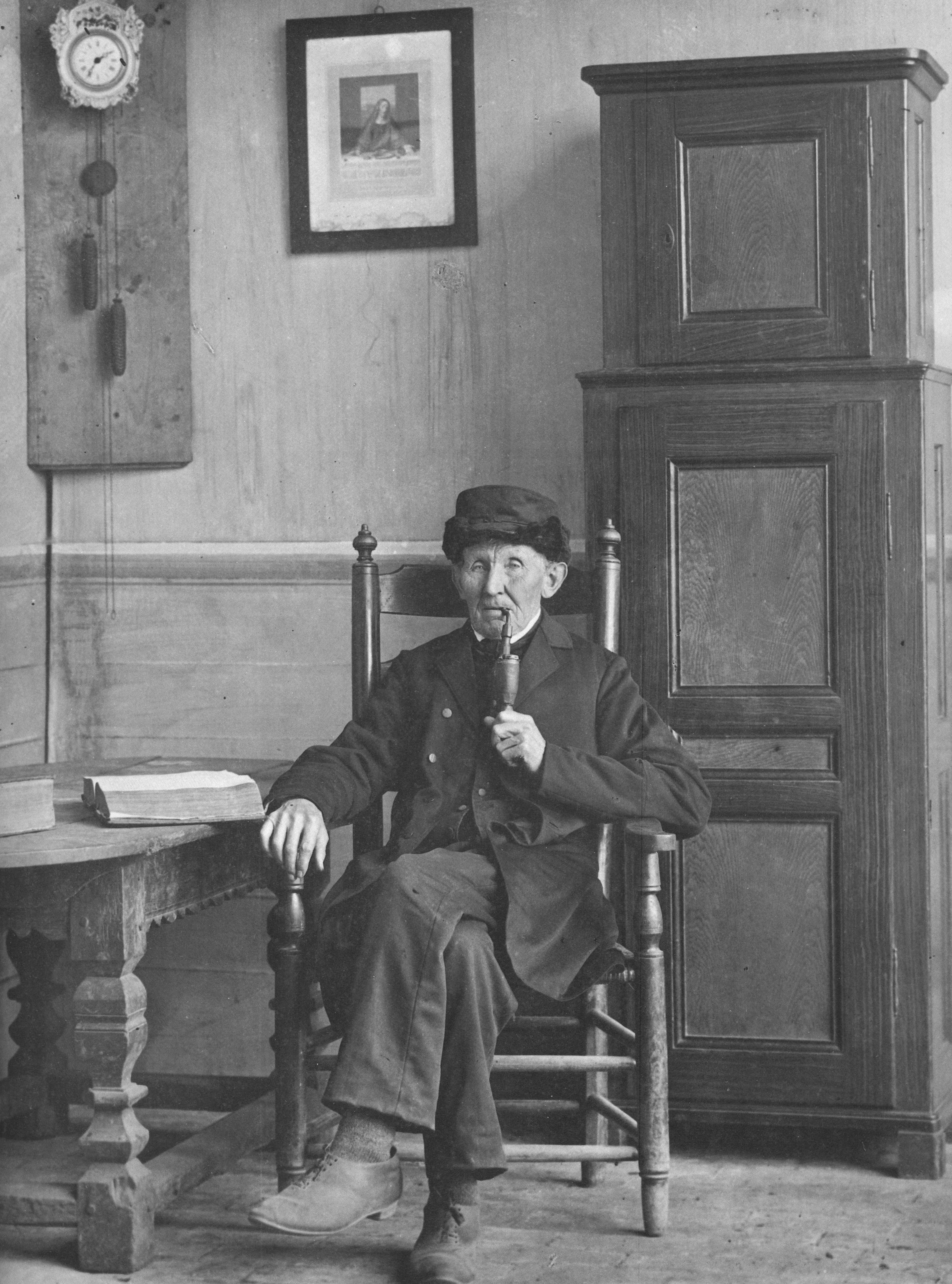
Sedlák, 1905